# Test ciągłego wykonywania
Test ciągłego wykonywania (ang. Continuous Performance Task/Test), w skrócie CPT – test neuropsychologiczny mierzący selektywną uwagę, impulsywność, stosowany m.in. w diagnostyce ADHD.
Pierwsza wersja CPT została opracowana i opublikowana w „Journal of Psychology Consulting” w 1956 r. przez grupę psychologów, której skład wchodzili: Enger Rosvold, Allan Mirsky, Irwin Sarason, Bransom Edwin i Lloyd Beck.